# Can Faura
Can Faura és una masia del municipi de Sant Julià de Ramis (Gironès) protegida com a bé cultural d'interès local. És a mig camí dels nuclis de Sant Julià de Ramis i el Camp de les Comes.
És una masia rectangular bastida en diferents èpoques. El cos central, de planta baixa i pis presenta teulat a dos vessants. Té una torre de defensa més alta, coberta a doble vessant, amb espitlleres, dos contraforts a façana i una finestra goticitzant. És el cos que més sobresurt, i s'hi accedeix per la façana de migdia, per una mena de porxo d'arc rebaixat que aixopluga la porta solar. Al damunt de l'arc hi ha una finestra goticitzant. Aquesta part és dels segles XV-XVIII.
L'ala paral·lela al cos central, adossada a la façana oest, és del segle xix. El teulat és a dues aigües i una galeria d'arcs de punt rodó de rajol, obertes a sud, oest i nord, on els cantoners es transformen en obertures amb ampit balconer de rajols en dent de serra. La part baixa té obertures amb ampit balconer de rajols en dent de serra. La part baixa té obertures d'arcs rebaixats. L'interior té una escala central que puja a la sala i a les cambres del pis de dalt. Hi ha una pallissa que emmarca el conjunt de l'entrada i que va ser ampliada.